# حقیقت مطلق (فیلم ۲۰۱۶)
حقیقت مطلق (به انگلیسی: The Whole Truth) فیلمی در ژانر مهیج به کارگردانی کورتنی هانت است که در سال ۲۰۱۶ منتشر شد. از بازیگران آن می‌توان به کیانو ریوز اشاره کرد.

## داستان
ریچارد رامسی (کیانو ریوز) یک وکیل سخت کوش است که قصد دارد در پرونده جدیدی که به او محول شده ست، از یک پسر جوان ۱۷ ساله به نام مایک لاستیر در برابر اتهاماتی که به او وارد شده‌است، دفاع کند. از جمله این اتهامات، قتل پدر ثروتمندش می‌باشد. در ادامه رامسی با کمک دیگر افراد سعی می‌کند.